# 雪彦山

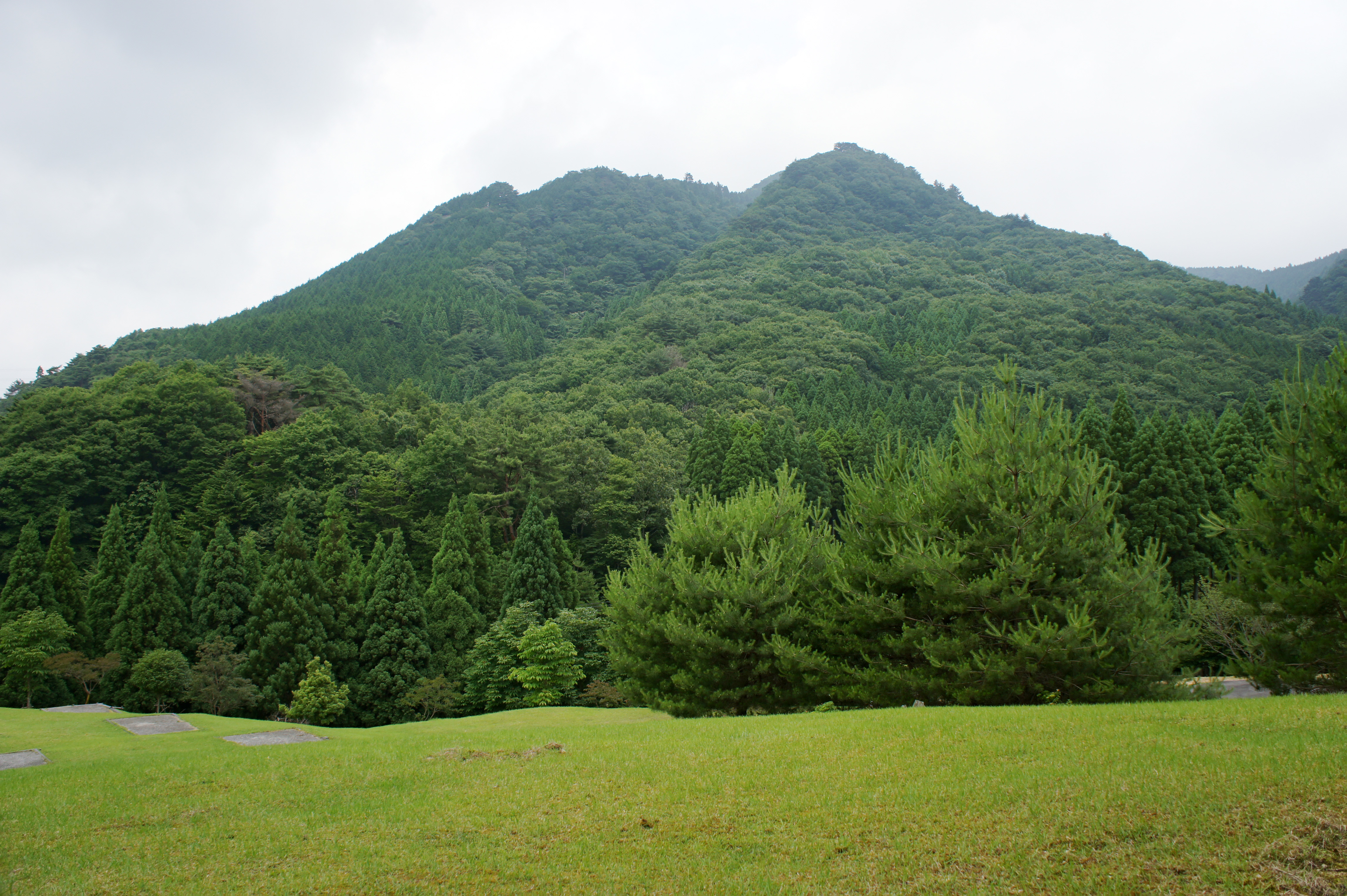
千畳平（標高570m）から望む雪彦山

雪彦山（せっぴこさん）は、兵庫県姫路市北部に位置する山。
弥彦山（新潟県）、英彦山（福岡県・大分県）と共に日本三彦山として知られる修験道の地。日本百景、ひょうごの森百選、兵庫50山、関西百名山、近畿百名山に選定されている。ロッククライミングの名所として知られている。

## 概要
雪彦山については複数の定義が存在する。旧夢前町（現在は姫路市に合併）は、雪彦山の定義として、「洞ケ岳」 (811m) 、「鉾立山」 (950m) 、「三辻山」 (915m) の総称であると定義し、「洞ケ岳」山頂にもそのように表記していた。これに対して、国土地理院発行の2万5千分の1地図等では、三辻山を「雪彦山」として、二等三角点を置いている。また、登山案内の多くでは、「大天井岳」、「不行岳」、「三峰岳」、「地蔵岳」等の岩峰から構成される「洞ケ岳」の最高峰である「大天井岳」（標高811m）を雪彦山と看做している。さらに、古くは周辺の明神山、七種山と三山を総称して雪彦山と呼んでいた、という定義もある。
地質は、後期白亜紀の火山岩（デイサイト・流紋岩）である。南麓から夢前川およびその支流の菅生川が流れ出ている。
この一帯は、北方に繋がる峰山と共に、雪彦峰山県立自然公園を形成している。
なお、「大天井岳」の標高は長らく884mとされてきたが地形図からもこれは明らかに誤りであり、測量の結果正確な標高は811.1mであると判明したものの、未だ十分に浸透しているとはいえない状況であり注意が必要である。

## 歴史と信仰

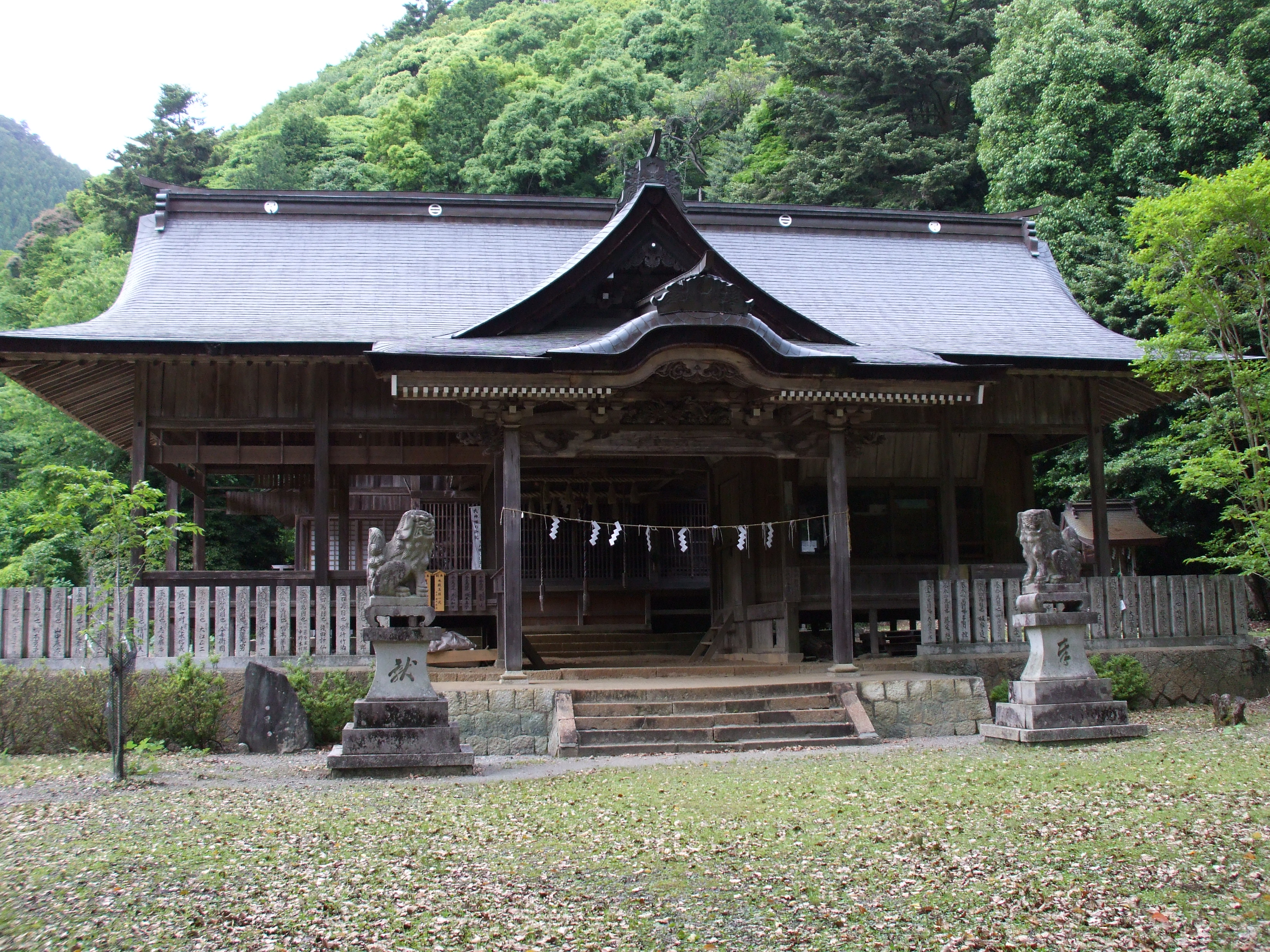
賀野神社

修験道の行場として知られる雪彦山の南側にはこの信仰を支える、賀野神社が置かれている。神社は推古天皇代（592年 - 628年）に法道仙人によって開かれたとされ、雪彦山大権現、雪彦山金剛鎮護寺と呼ばれ、神仏習合の形式をとっていた。明治元年の廃仏毀釈により、金剛鎮護寺は廃寺となり、現在は基壇だけが残されている。賀野神社には、廃仏毀釈の年に建てられた入母屋造の本殿が残されており、姫路市の文化財に指定されている。

## 交通
最寄りの主要都市である姫路市の北方に位置し、登山ルートとしては主に、前之庄→山之内側と、四辻→鹿ヶ壺側の2種類ルートがある。アクセスする路線バスは日に1 - 6便と、いずれの系統も本数は少ない。
山之内経由

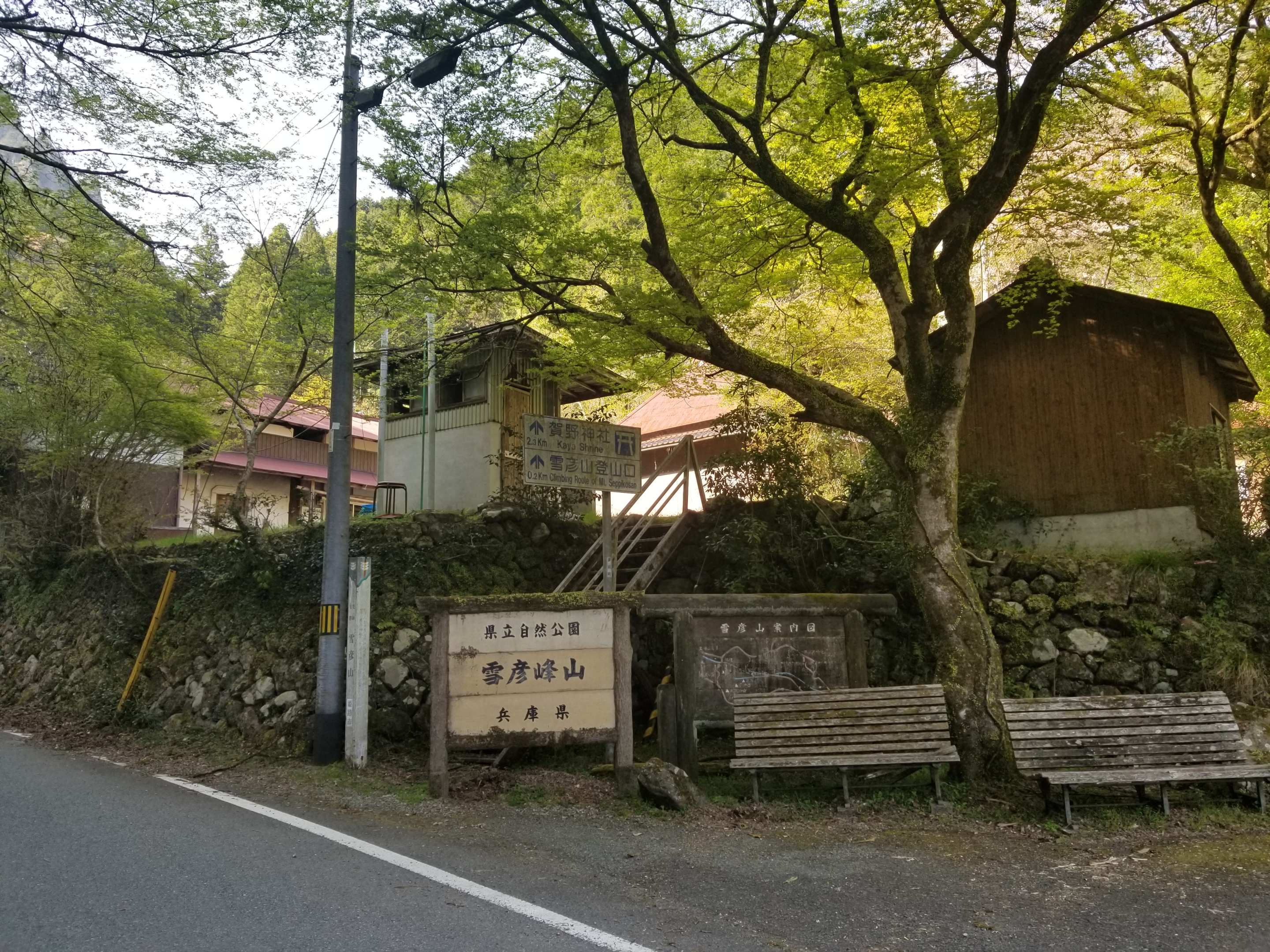
雪彦峰山県立自然公園。山之内側の登山口。

姫路駅北口から神姫バス51系統「山之内」行き乗車し、終点山之内で下車（標準所要約57分）。山之内バス停から雪彦山キャンプ場（雪彦山バス停跡）まで約3.5km。山之内 - 雪彦山間の運行は2010年9月30日に終了した。
鹿ヶ壺経由
姫路駅北口から神姫バス34系統「グリーンステーション鹿ヶ壺」行き乗車し、終点グリーンステーション鹿ヶ壺で下車（標準所要約66分）。また、山崎（宍粟市）と鹿ヶ壺を結ぶ路線もある。

## 周辺情報
- 鹿ヶ壺（西麓）
- 置塩城跡（国の史跡）
- 塩田温泉
- 弥勒寺（本堂と本尊弥勒三尊像は国の重要文化財）
- 明神山
- 雪彦温泉